# Skelton Motors Corporation
Skelton Motors Corporation war ein US-amerikanischer Hersteller von Automobilen. Andere Quellen verwenden die Firmierungen Skelton Motor Corporation und Skelton Motor Car Company.

## Unternehmensgeschichte
Das Unternehmen wurde 1920 in St. Louis in Missouri gegründet. E. B. Meissner war Präsident. Der Generalmanager W. A. Chapman war vorher bei der Dort Motor Car Company tätig. Namensgeber war der Arzt L. S. Skelton. 1920 begann die Produktion von Automobilen in einem Werk des Werks der St. Louis Car Company. Der Markenname lautete Skelton. Skelton starb im Januar 1921. Versuche einer Reorganisation scheiterten. 1922 endete die Produktion.
Im ersten Jahr entstanden 623 Fahrzeuge. 1921 fiel die Zahl auf 521 Exemplare und 1922 auf 211 Wagen. Insgesamt entstanden 1355 Fahrzeuge.

## Fahrzeuge
Im Angebot stand nur das Model 35. Es hatte einen Vierzylindermotor von Lycoming. Er war mit 37 PS angegeben. Von Westinghouse Electric & Manufacturing kam die Elektrik, die Kupplung von der Borg & Beck Company, die Kraftübertragung von Muncie und der Vergaser von Carter. Das Fahrgestell hatte 284 cm Radstand.
1920 gab es einen 35 T genannten Tourenwagen mit fünf Sitzen und einen 35 R genannten zweisitzigen Roadster. Der Neupreis betrug 1295 US-Dollar.
1921 kam mit dem 35 CT, auch Seasonette genannt, eine fünfsitzige Limousine dazu. Der Preis lag mit 2350 Dollar erheblich höher.
1922 beschränkte sich das Karosserieangebot auf die beiden offenen Versionen. Der Preis konnte auf 995 Dollar gesenkt werden.

## Modellübersicht
| Jahr | Modell   | Zylinder | Leistung (PS) | Radstand (cm) | Aufbau                                                      |
| ---- | -------- | -------- | ------------- | ------------- | ----------------------------------------------------------- |
| 1920 | Model 35 | 4        | 37            | 284           | Tourenwagen 5-sitzig, Roadster 2-sitzig                     |
| 1921 | Model 35 | 4        | 37            | 284           | Tourenwagen 5-sitzig, Roadster 2-sitzig, Limousine 5-sitzig |
| 1922 | Model 35 | 4        | 37            | 284           | Tourenwagen 5-sitzig, Roadster 2-sitzig                     |